# St. Michael (Köln-Zündorf)

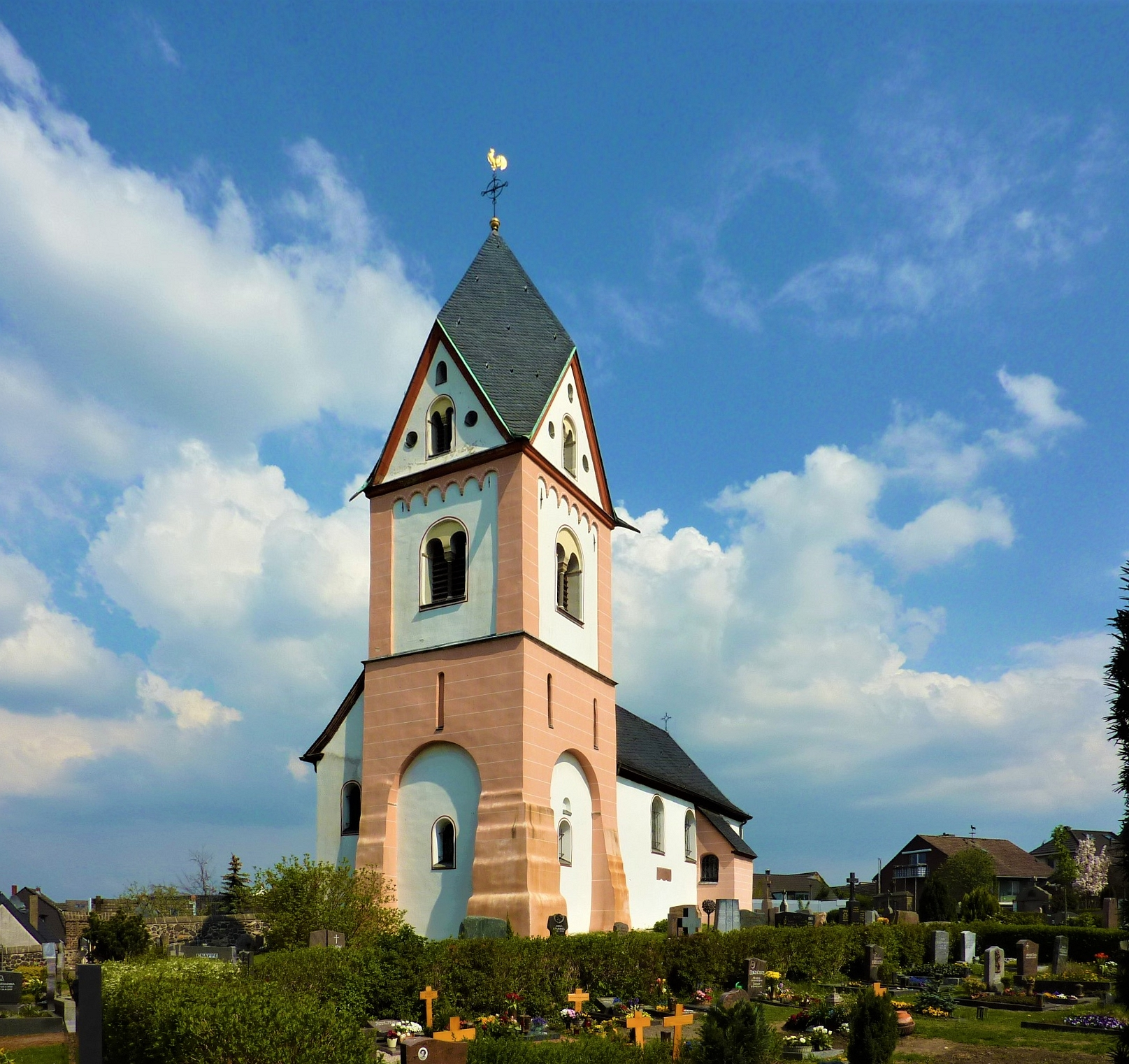
St. Michael zu Zündorf

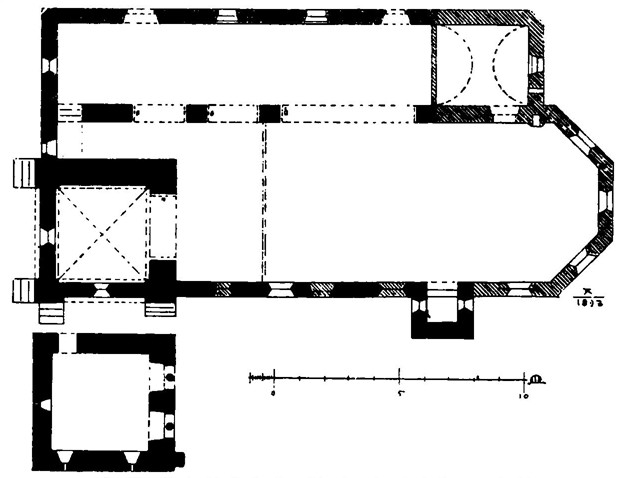
Grundriss 1897

St. Michael ist eine römisch-katholische Kirche in Köln-Zündorf in Nordrhein-Westfalen. Bis zur Weihe der neuen Kirche St. Mariä Geburt 1897 war sie die katholische Pfarrkirche des Ortes.

## Geschichte
Ein merowingisches Rankenrelief aus dem 7. Jahrhundert ist neben dem Südportal bis heute erhalten geblieben. Erstmals erwähnt wurde die Pfarrkirche im liber valoris um 1300. Das Patronat besaß das Stift St. Severin in Köln seit dem Jahr 1362.
Das Langhaus wurde im Kern im 11. Jahrhundert errichtet und später ein nördliches Seitenschiff angefügt. 1170 wurden der reich verzierte Westturm mit Rhombenhelm und ein dreiseitig geschlossener Chor angefügt. 1690 und 1722 fanden Wiederherstellungsarbeiten an der Kirche statt, in deren Zug Chor und Sakristei neu errichtet wurden. 1906 wurde das Seitenschiff abgebrochen.